# Здравоохранение в Болгарии
Здравоохранение в Болгарии — комплекс мер, направленных на сохранение и укрепление физического и психического здоровья граждан Болгарии, а также на развитие в стране медицинских услуг и учреждений, оказывающих эти услуги.

## Общие сведения
Современная Болгария унаследовала медицинскую систему Народной Республики Болгария, начав проводить реформу в 1999 году. В 1990-е годы были открыты первые частные медицинские учреждения, однако болгары предпочитали услуги государственных услуг как более дешёвые. В связи с проблемами в медицинской среде, вызванными экономическим кризисом, уровень здравоохранения по стране снизился отчасти и из-за недостатка финансирования от государства. 
Последующая программа реформы здравоохранения ввела обязательное страхование здоровья сотрудников через Национальный фонд медицинского страхования (НФМС), который с 2000 года оплачивает увеличивающуюся часть расходов на первую медицинскую помощь. Работники и работодатели платят постоянно увеличивающийся обязательный процент от зарплаты с целью сокращения государственной поддержки здравоохранения. 
Частное медицинское страхование играет вспомогательную, дополняющую роль. Система децентрализована и заставляет муниципальные власти заботиться о своих медицинских учреждениях. Поэтому, с 2005 года болгары стали чаще полагаться на частных врачей. Распределение фармацевтической продукции также децентрализовано. Индекс потребительского здоровья в Европе на 2015 год показывал, что Болгария была среди стран, где чаще всего фиксировались неофициальные выплаты врачам .
В начале 2000-х годов больничная система была сокращена для ограничения зависимости от госпиталей для повседневного ухода в связи с грядущим вступлением Болгарии в ЕС. С 2002 по 2003 годы число больничных коек сократилось до 24300 (на 56%). Темпы вскоре замедлились. В 2004 году работали 258 больниц при необходимом оптимальном числе в 140. Расходы на здравоохранение выросли с 3,8% до 4,3%. На долю НФМС выпало более 60% годовых расходов. 
Качество медицинских исследований и квалификация врачей ухудшились в 1990-е годы из-за низкого финансирования. В начале 2000-х годов началась усиленная подготовка первичного медицинского персонала в пяти медицинских школах и институтах (в Народной Республике Болгарии акцент делался на специалистах). Эксперты считают, что в Болгарии достаточно высококвалифицированных врачей, при этом слишком мало медицинского персонала. На 10000 человек в Болгарии приходилось 34 врача, 39 медсестёр и 5 акушерок.
В сентябре 2024 года в Болгарии был зафиксирован первый с 1921 года случай заболевания холерой.

## Смертность
Согласно данным статистики, в начале 2000-х смертность была обусловлена сердечно-сосудистыми заболеваниями (в том числе при инсультах), раком и респираторными заболеваниями
В Болгарии очень низкий уровень заболеваемости ВИЧ. Хотя в 2003 году оценочный показатель не превышал 0,1% населения, число случаев заражения ВИЧ возрастало. В 2005 году было зарегистрировано 86 новых случаев и число больных повысилось до 600, в первой половине 2006 года — 58 новых случаев, в 2010 году насчитывалось 1160 ВИЧ-положительных лиц.